# أمينة محمود الحفني
أمينة محمود الحفني هي أول مهندسة مصرية وعربية، حصلت على البكالريوس من قسم الهندسة الميكانيكية عام 1950 من جامعة الملك فؤاد.